# ماکارسکا ۱۲۵۴۱
سیارک ۱۲۵۴۱ (به انگلیسی: 12541 Makarska، نامگذاری:1998PD1) دوازده هزار و پانصد و چهل و یکمین سیارک کشف شده‌است که در ۱۵ اوت ۱۹۹۸ کشف شد.
قدر مطلق سیارک برابر ۳۰.۹ است.